# 朱厚𤐨
高唐悼僖王朱厚𤐨（1531年—1547年），明朝德藩唯一一代高唐王，德懿王朱祐榕的庶第八子。

## 生平
嘉靖二十一年（1542年）十二月，封高唐王。
嘉靖二十六年（1547年）六月，朱厚𤐨去世，享年十七歲，諡號悼僖。因朱厚𤐨無子，高唐王的封爵被廢除。

## 家庭

### 妻
- 李氏，兵馬副指揮李宗仁女，嘉靖二十五年（1546年）十二月冊為高唐王妃[4]。